# James Pierpont
James Lord Pierpont (Boston, 25 april 1822 - Winter Haven, 5 augustus 1893) was een in New England geboren songwriter, arrangeur, organist, soldaat  van de Geconfedereerde Staten van Amerika en componist. 
Pierpoint is vooral bekend door het schrijven en componeren van Jingle Bells in 1857, oorspronkelijk getiteld "The One Horse Open Sleigh".
- Biblioteca Nacional de España: XX884723
- Bibliothèque nationale de France: cb14128384x (data)
- CiNii: DA13421511
- Gemeinsame Normdatei: 134902033
- International Standard Name Identifier: 0000 0000 9107 5155
- Library of Congress Control Number: nr88008504
- Nationale Bibliotheek van Letland: 000068315
- MusicBrainz: ff98b821-de0d-4a0e-9002-507bf323a97d
- Bibliotheek van het Japanse parlement: 01150047
- Nationale Bibliotheek van Tsjechië: pna2010554463
- Nationale Bibliotheek van Israël: 987007288544605171
- Nationale Bibliotheek van Polen: a0000003674083
- Nederlandse Thesaurus van Auteursnamen: 284197971
- Istituto Centrale per il Catalogo Unico: CFIV220543
- SNAC: w61z458z
- Virtual International Authority File: 59513026
- WorldCat: E39PBJdMghFjQPFXw7wD8FWYyd